# 1991 AB2
1991 AB2 är en asteroid i huvudbältet som upptäcktes den 11 januari 1991 av den amerikanska astronomen Eleanor F. Helin vid Palomarobservatoriet.
Asteroiden har en diameter på ungefär 4 kilometer.